# 순국선열의 날
순국선열의 날은 11월 17일이다. 대한민국 국가보훈부가 주관하며, 국권회복을 위해 헌신하신 순국선열의 독립정신과 희생정신을 후세에 길이 전하고 선열의 위훈(공훈이나 업적)을 기리는 행사를 개최하는 대한민국의 기념일이다.

## 유래
대한제국의 국권이 실질적으로 침탈당한 을사늑약이 강제로 체결된 날인 1905년 11월 17일을 대한민국 임시정부가 순국선열공동기념일로 제정하였다(1939년 11월 21일 대한민국임시정부 임시의정원 제31회 임시총회). 광복 후 광복회등 민간단체와 국가보훈처가 주관하여 추모행사를 거행하여 왔으며, 1997년 5월 9일 정부기념일로 제정되었다.

## 같이 보기
- 을사늑약